# Michael Eisen
Michael Bruce Eisen (nacido el 13 de abril de 1967) es un biólogo computacional estadounidense y editor en jefe de la revista eLife . Es profesor de genética , genómica y desarrollo en la Universidad de California, Berkeley . Es un destacado defensor de la publicación científica de acceso abierto y es cofundador de Public Library of Science (PLOS) . En 2018, Eisen anunció su candidatura al Senado de los EE. UU, de California como Independiente , aunque no calificó para la boleta electoral.